# Bichon (chien)
Pour les articles homonymes, voir Bichon.
Les bichons désignent un type de chien de compagnie de petite taille, au pelage blanc et soyeux. Il y a quatre races reconnues par la Fédération cynologique internationale (FCI) : le maltais, le bolonais, le frisé et le havanais. Il existe également un bichon russe (en), non reconnu par les principales fédérations canines.

## Races de bichons

### Le bichon maltais

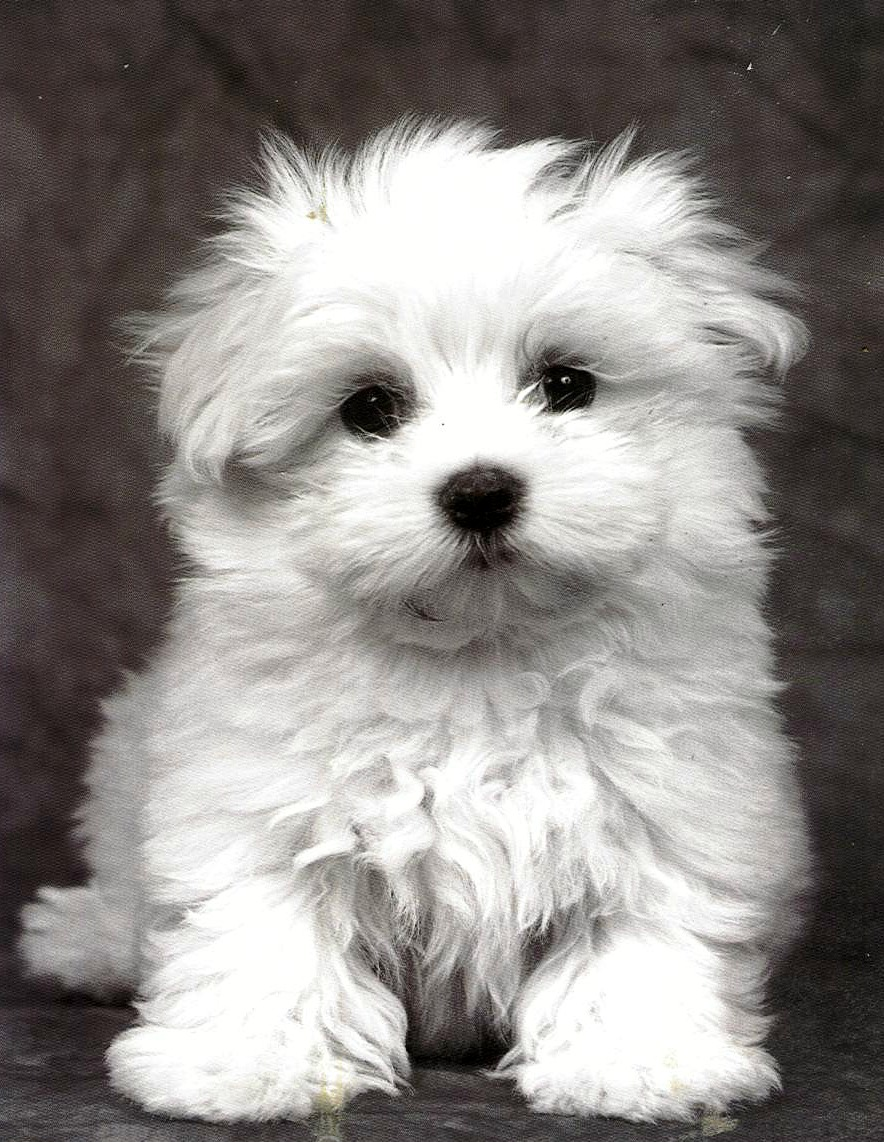
Bichon maltais.

Le bichon maltais serait originaire du bassin méditerranéen. On a trouvé une statuette représentant un bichon dans une tombe égyptienne datant du règne de Ramsès II. Il a été également décrit par le géographe Strabon vers 150 avant J.-C.. Son nom évoque peut être l'Île de Malte, où on pouvait se le procurer auprès de navigateurs venant d'Égypte. 
De petite taille, avec un tronc allongé, il est couvert d'un poil long et blanc, et est soumis à une mue annuelle.  À l'âge adulte, il mesure entre 20 et 23 cm de hauteur pour un poids entre 3 kg et 4 kg. Son caractère varie en fonction du type de propriétaire, certains individus ont cependant tendance à être agressif envers les autres chiens. Ce chien très intelligent peut prendre part à beaucoup de jeux, son dressage de base (ne pas uriner dans la maison, ne pas trop aboyer, etc.) n’est pas très compliqué. Néanmoins, ayant un tempérament assez têtu, lui apprendre des ordres tels que « assis » ou « couché » est plus ardu. C'est le chien de compagnie le plus classique. Il peut vivre jusqu'à l'âge de 18 ans. 

### Le bichon havanais
Assez peu répandu, ce Bichon serait, dans une première hypothèse, issu de Bichons bolonais importés en Argentine, croisé avec de petits caniches et arrivé à Cuba].. Dans une autre hypothèse, il descendrait de Bichons maltais, introduits par les colonisateurs espagnols aux Antilles. D’un naturel joyeux, il est aimable et aime les enfants, facile à éduquer comme chien d’alarme. Il a en fait les mêmes qualités que les autres Bichons.

### Le bichon à poil frisé

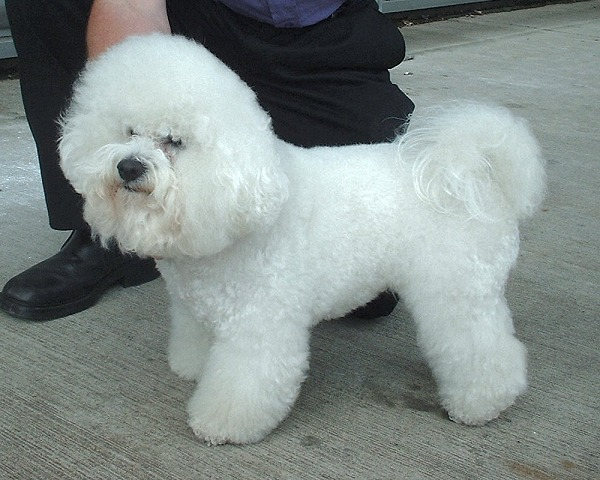
Bichon à poil frisé.

Le bichon à poil frisé, autrefois appelé ténériffe, est un petit chien blanc gai, enjoué et affectueux. Il a été dérivé du Bichon maltais au XVe siècle. Le peintre Francisco de Goya dépeint un Bichon à poil frisé dans sa peinture Portrait de la duchesse d'Alba en blanc, marquant le début du succès de ce chien comme animal de compagnie auprès de la noblesse.

### Le bichon bolonais

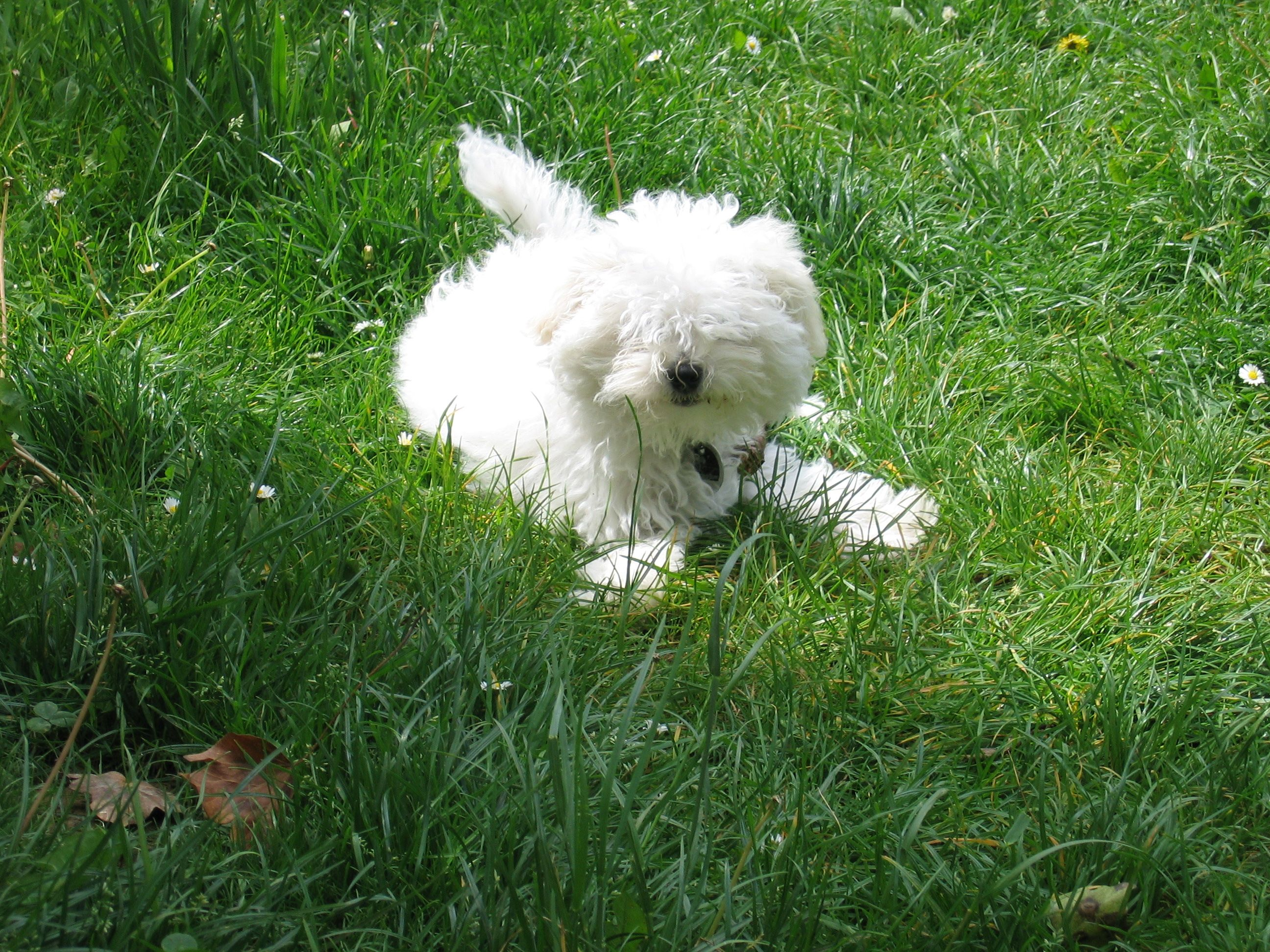
Bichon bolonais.

Le bichon bolonais est une race ancienne connue dès le XIIe siècle, en vogue en Italie au moment de la Renaissance. La Fédération cynologique internationale reconnait ces petits chiens blancs sous le nom de bolognese. Il est proche du Bichon maltais. On en voit surtout au Canada et en Italie.

### Le bichon russe

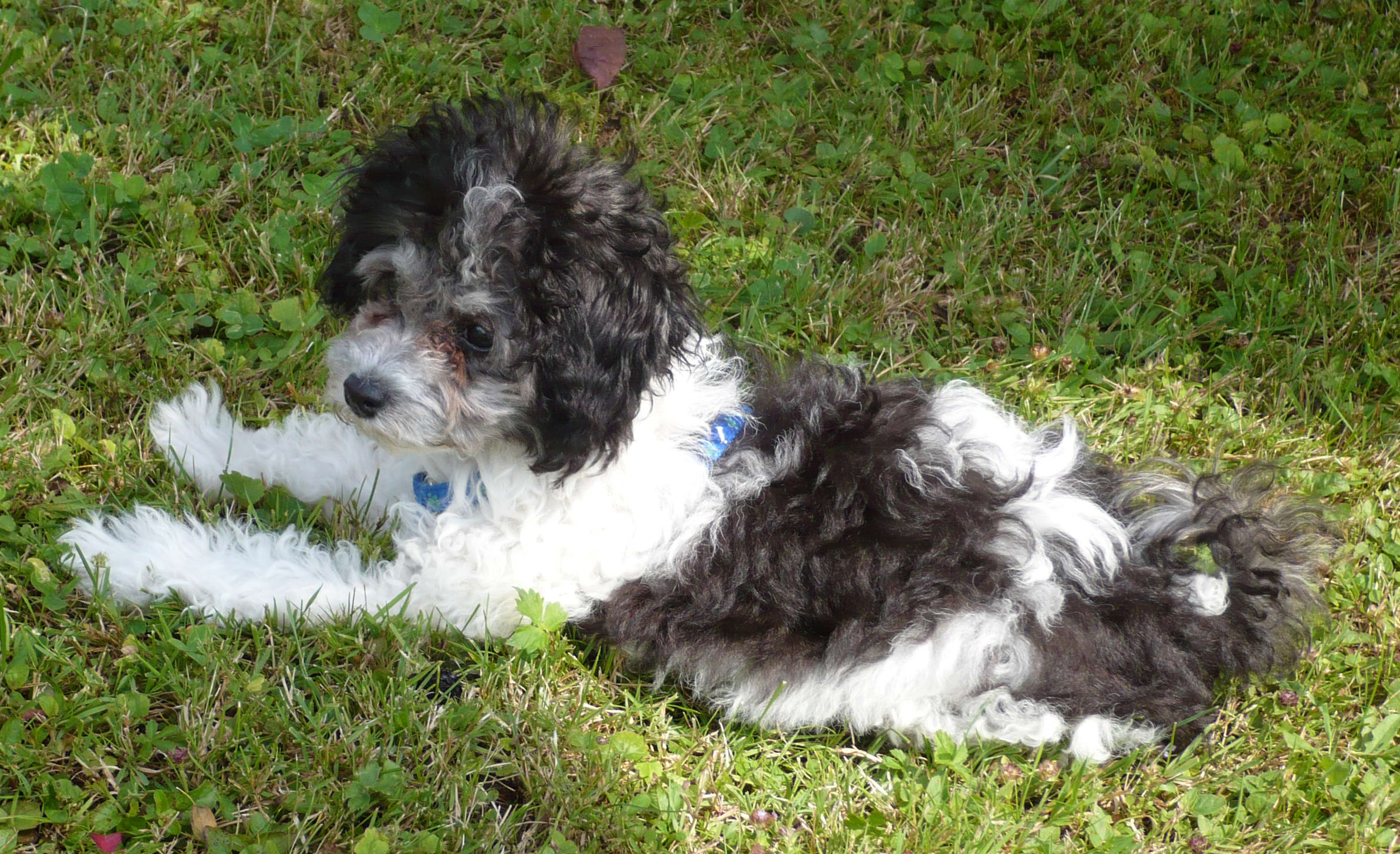
Un bichon russe.

Le bichon russe s'appelle Bolonka zwetna en Russie et dans la plupart des pays non francophones. C'est un bichon plutôt petit (moins de 5 kg) et bien coloré.